# Валедория
Валедо̀рия (на италиански: Valledoria; на сардински: Codaruina, Кодаруина, на местен диалект Codaruina, Кодаруина) е община в Южна Италия, провинция Сасари, автономен регион и остров Сардиния. Разположена е на 16 m надморска височина. Населението на общината е 4198 души (към 2010 г.).
Административен център на общината е село Кодаруина (Codaruina).